# II. Sepenupet
II. Sepenupet (Henutnoferumut Irietré) ókori egyiptomi papnő, Ámon isteni felesége a XXV. dinasztia idején. Piye fáraó lánya, Taharka testvére. Elődje Piye testvére, I. Amenirdisz volt, aki örökbe fogadta. Taharka uralmának kezdetétől I. Pszammetik 9. uralkodási évéig volt hatalmon. Építkezéseket folytatott Karnakban. Hatalommegosztási egyezséget kötött Théba polgármesterével, Montuemhattal.
Örökbe fogadta utódjául unokahúgát, Taharka lányát, II. Amenirdiszt. Az Egyiptomot az asszír megszállás után újraegyesítő I. Pszammetik i. e. 656 márciusában örökbe fogadtatta Sepenupettel saját lányát, Nitókriszt, az erről fennmaradt dokumentum az ún. Örökbefogadási sztélé. II. Amenirdisz, majd I. Nitókrisz követte a főpapnői székben, bár van olyan elmélet, mely szerint Amenirdiszt kihagyva egyenesen Nitókrisz követte.
Ábrázolják a Vádi Gaszuszban I. Nitókrisszal. Fennmaradt egy szfinxe és három szobra, valamint más kis tárgya. Medinet Habuban temették el.

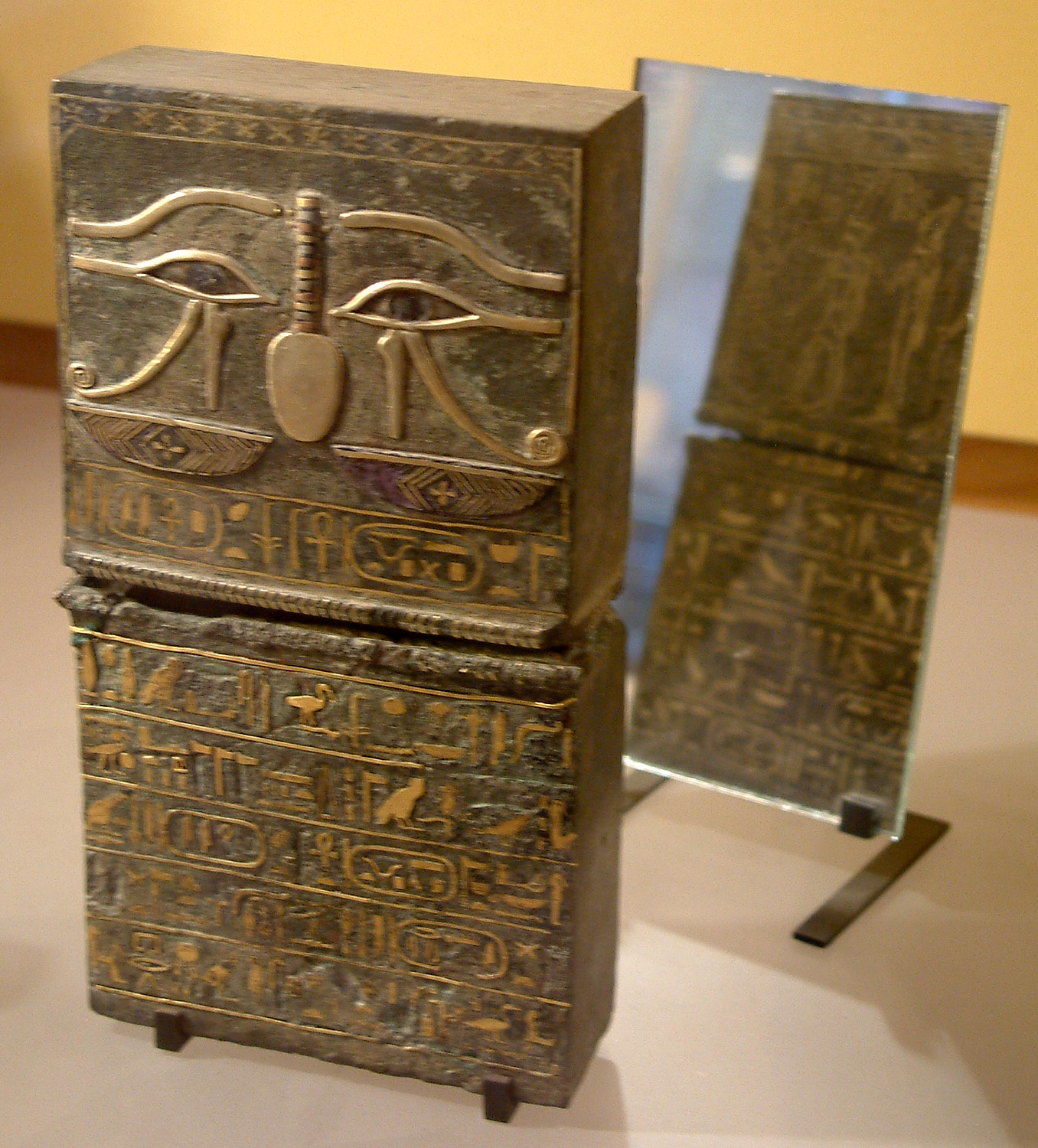
Sepenupet neve egy feliraton